# Municipio de Reed (Illinois)
El municipio de Reed (en inglés: Reed Township) es un municipio ubicado en el condado de Will en el estado estadounidense de Illinois. En el año 2010 tenía una población de 6948 habitantes y una densidad poblacional de 148,7 personas por km².

## Geografía
El municipio de Reed se encuentra ubicado en las coordenadas 41°14′38″N 88°13′2″O / 41.24389, -88.21722. Según la Oficina del Censo de los Estados Unidos, el municipio tiene una superficie total de 46.73 km², de la cual 44,65 km² corresponden a tierra firme y (4,45 %) 2,08 km² es agua.

## Demografía
Según el censo de 2010, había 6948 personas residiendo en el municipio de Reed. La densidad de población era de 148,7 hab./km². De los 6948 habitantes, el municipio de Reed estaba compuesto por el 96,23 % blancos, el 0,53 % eran afroamericanos, el 0,26 % eran amerindios, el 0,45 % eran asiáticos, el 1,07 % eran de otras razas y el 1,47 % eran de una mezcla de razas. Del total de la población el 4,72 % eran hispanos o latinos de cualquier raza.